# یواس‌اس کلاید (۱۸۶۳)
یواس‌اس کلاید (۱۸۶۳) (به انگلیسی: USS Clyde (1863)) یک کشتی بود که طول آن ۲۰۰ فوت ۶ اینچ (۶۱٫۱۱ متر) بود.